# Johann Friedrich Zöllner

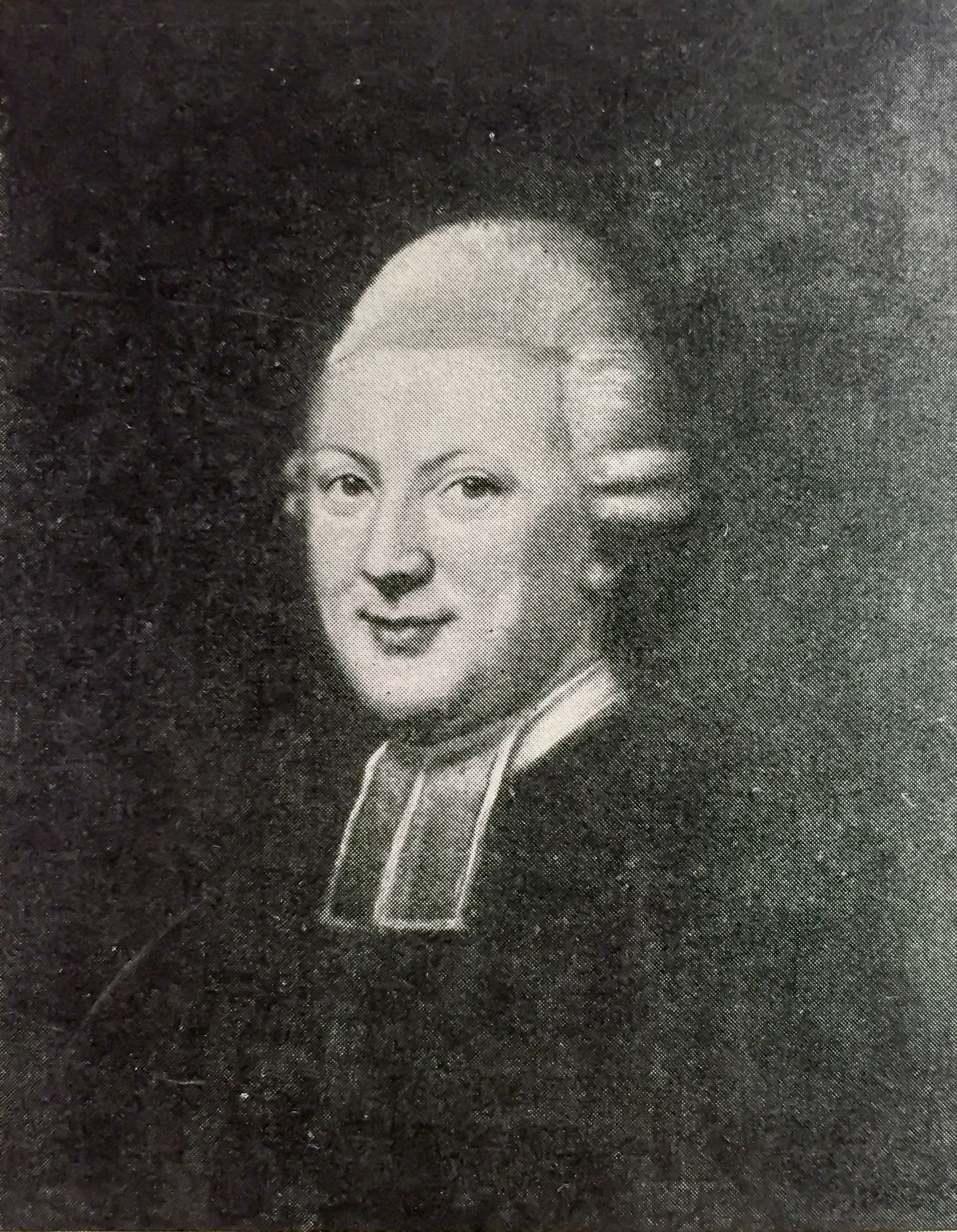
Johann Friedrich Zöllner, Porträt von Friederike Julie Lisiewska

Johann Friedrich Zöllner (* 24. April 1753 in Neudamm, Neumark; † 12. September 1804 in Berlin) war ein Berliner Pfarrer. Seine kritische Frage „Was ist Aufklärung?“ vom Dezember 1783 in der Berlinischen Monatsschrift provozierte die berühmte Schrift Immanuel Kants Beantwortung der Frage: Was ist Aufklärung?.

## Leben und Leistung
Zöllner studierte Theologie in Frankfurt an der Oder. Nach Studienabschluss wurde er Informator bei Hans Ernst von Kottwitz, den er auf seinen Studienreisen begleitete.
Ab 1779 war er Prediger an der Charité. Im Jahr 1781 wurde er Prediger an der Berliner Marienkirche. 1787 schloss er die morganatische Ehe zwischen König Friedrich Wilhelm II. mit Julie von Voß in der Kapelle von Schloss Charlottenburg. Wohl als Lohn dafür ernannte ihn der König 1788 zum Propst an der Nikolaikirche und zum Konsistorialrat. Drei Jahre später traute er den König mit seiner zweiten Ehefrau zur Linken, Sophie von Dönhoff. Gemeinsam Johann Joachim Spalding und anderen Konsistorialräten trat er gegen die von Johann Christoph von Woellner verfügten Maßnahmen zur Eindämmung der Aufklärung in Kirche und Schule ein. Ab 1800 erarbeitete er als Mitglied der Oberschulcommission Refomen für das Schulwesen in den östlichen Provinzen.
Zöllner war aktiver Freimaurer und wurde 1798 zum Nationalgroßmeister der Großen National-Mutterloge „Zu den drei Weltkugeln“ gewählt.
Als aufgeklärter Zeitgenosse war er Mitglied der Gesellschaft Naturforschender Freunde zu Berlin, seit 1791 der Akademie der Wissenschaften zu Berlin sowie der Berliner Mittwochsgesellschaft, einer geheimen Vereinigung, die sich den Ideen der Spätaufklärung verschrieben hatte.

## Der Affe. Ein Fabelchen
In der Berlinischen Monatsschrift, in der Kant seine Antwort auf Zöllners Frage veröffentlichte, ist Zöllners Gedicht Der Affe. Ein Fabelchen (am Schluss der vorangegangenen Ausgabe, Seite 480) abgedruckt:
Ein Affe stekt' einst einen Hain/Von Zedern Nachts in Brand,/Und freute sich dann ungemein,/Als er's so helle fand./„Kommt Brüder, seht, was ich vermag;/Ich, – ich verwandle Nacht in Tag!“
Die Brüder kamen groß und klein,/Bewunderten den Glanz/Und alle fingen an zu schrein:/Hoch lebe Bruder Hans!/„Hans Affe ist des Nachruhms werth,/Er hat die Gegend aufgeklärt.“

## Werke
- Lesebuch für alle Stände. Zur Beförderung edler Grundsätze, ächten Geschmacks und nützlicher Kenntnisse, 10 Bde., 1781–1804.
- Wöchentliche Unterhaltungen über die Erde und ihre Bewohner, 9 Bde., 1784–1788; neunter Bd. bei Friedrich Maurer, Berlin 1788
- Wöchentliche Unterhaltungen über die Charakteristik der Menschheit, 6 Bde., 1789–1791.
- Ueber Moses Mendelssohn's Jerusalem. Maurer, Berlin 1784. (Digitalisat)
- Briefe Über Schlesien, Krakau, Wieliczka, Und Die Grafschaft Glatz. Maurer, Berlin 1792. (Digitalisat Band 1), (Band 2)
- Johann Friedrich Zöllner's, Königlich-Preußischen Ober-Consistorialraths und Probstes in Berlin, Reise durch Pommern nach Rügen und einem Theile des Herzogthums Mecklenburg im Jahre 1795. In Briefen, Berlin 1797. Digitalisat des MDZ: